# Rodízio (moagem)
Rodízio, num moinho, é a peça constituída por uma roda de palhetas nas quais bate o jacto de água, e cujo movimento de rotação é transmitido às mós.